# 諏訪彩花
諏訪彩花（日语：／ Suwa Ayaka，1988年5月27日—）是日本女性聲優，ARTSVISION所屬，愛知縣日進市出身。血型A型。

## 人物
年幼時喜歡看動畫，小學在音樂劇演出後享受了展現演技的樂趣。中學生時代愛上《網球王子》的越前龍馬後知道了聲優這個行業。
大學時期進入日本播音演技研究所的名古屋分校就讀。
出道作品是在2011年的OAD《哥拉爾騎士團 Evoked THE Beginning white》演出下級生與女學生。正式演出主角的作品為2014年4月播出的電視動畫《惡魔的謎語》。
2023年1月1日，宣佈與漫畫家豬之谷言葉結婚。

## 出演作品
※粗體字為主要角色。

### 電視動畫
2012年
- CØDE:BREAKER（蕾、小孩們）
- 可愛巧虎島（蟲B）
- 絕園的暴風雨（少女A）
- 超速變形螺旋傑特（河野沙紀／Eraser Queen）

2013年
- 惡之華
- RDG 瀕危物種少女（三田春菜）
- 黃金拼圖（松原穗乃花）
- 銀狐（鈴井咲、女子A）
- 青春紀行（女學生D、女性信者1）
- 科學超電磁砲S（女學生、服務生）
- 新哆啦A夢（同班同學A）
- Free!（女子）
- 魔奇少年 The kingdom of magic（小孩D、女性客人A、觀眾F）
- 單色小姐 -The Animation-（晶子）
- 悠悠式（女子們）
- 飆速宅男（寒咲幹）
- LoveLive!（1年級生B）
- 戀愛研究所（桐山美花）

2014年
- M3〜其為黑鋼〜（女學生C）
- 惡魔的謎語（東兔角）
- 如果折斷她的旗（忍者林瑠璃）
- 地球隊長（笹木沙織）
- 灰色的果實（風見雄二〈幼少期〉）
- 健全機鬥士（女子）
- 請問您今天要來點兔子嗎？（女僕）
- 精靈使的劍舞（蒂娜蕾）
- 青春紀行（學姐A）
- 人生諮詢電視動畫「人生」（鈴木郁美）
- TRINITY SEVEN（春日聖）
- 愚者信長（阿玉）
- 風雲維新大將軍（町娘A）
- 我們大家的河合莊（常田美晴）
- 神奇寶貝超級願望2 Da！（女性們）
- 魔奇少年The kingdom of magic（賽蓮絲、民眾、拉索爾、市民B、刻耳柏洛斯的眷屬）
- 魔法科高中的劣等生（瀧川和實）
- 飆速宅男 GRANDE ROAD（寒咲幹）
- 龍孃七七七埋藏的寶藏（不破）
- 記錄的地平線 第二期（艾迪婷絲卡、恭子）

2015年
- 四月是你的謊言（男孩子）
- 絕對雙刃（橘巴）
- 暗殺教室（矢田桃花）
- 食戟之靈（服務部門的女子B、店員C）
- 亞爾斯蘭戰記（侍女、嬰兒）
- 你好！！黃金拼圖（松原穗乃花）
- 御神樂學園組曲（八坂冰見）
- 灰色的迷宮（風見雄二〈幼少期〉）
- 灰色的樂園（風見雄二〈幼少期〉）
- 單色小姐 -The Animation- 2（亞紀子）
- Charlotte（校內放送）
- 槍與面具（白姬）
- 學戰都市Asterisk（幼年的綾斗）
- 彗星·路西法（歐多·摩多）
- 請問您今天要來點兔子嗎？？（服裝社社長）
- 女武神驅動 -美人魚-（見城響）
- 機動戰士鋼彈 鐵血孤兒 (三日月•奧古斯) (幼年期)
- 你考古嗎？（漢娜）

2016年
- 暗殺教室 第2期（矢田桃花）
- 夢幻之星Online2 The Animation（泉澄里奈）
- 百無禁忌！女高中生私房話（委員長）
- 為美好的世界獻上祝福！（克莉絲、艾莉絲）
- 學戰都市Asterisk 第2期（幼年的綾斗）
- 田中君總是如此慵懶（越前）
- 不愉快的妖怪庵（女學生、毛絨絨）
- Active Raid－機動強襲室第八課－ 2nd（島櫻悠由子、豐見城亞樹、三好環奈）
- 齊木楠雄的災難（目良的妹妹）
- WWW.WORKING!!（幼年進藤）
- 神裝少女小纏（皇纏[5]）
- 競女!!!!!!!!（闇雲幸子）
- Lostorage incited WIXOSS（鳴海綾）

2017年
- 烏菈菈迷路帖（佐久）
- 飆速宅男 NEW GENERATION（寒咲幹、手嶋純太（幼少時代））
- 為美好的世界獻上祝福！2（克莉絲、艾莉絲）
- 高校星歌劇 第2期（幼時天花寺）
- 快盜天使BREAK（薇爾[6]）
- 在地下城尋求邂逅是否搞錯了什麼 外傳 劍姬神聖譚（艾爾菲·可雷特）
- 妖怪公寓的優雅日常（女學生）
- 異世界食堂（阿爾媞）
- Gamers 電玩咖！（玲奈）
- 此花綺譚（棗[7]）
- 鬼燈的冷徹 第貳期（蜜姬、小孩）
- 泥鯨之子們在沙地上歌唱（烏露米、尼比〈幼少期〉、科卡洛）

2018年
- 龍王的工作！（池田晶）
- 飆速宅男 GLORY LINE（寒咲幹）
- 怪獸娘～奧特怪獸擬人化計劃～（哥摩拉）
- 霸穹 封神演義（碧雲）
- ALICE OR ALICE～妹控哥哥與雙胞胎妹妹～（可可）
- 敦君與女朋友（片桐音）
- 鬼燈的冷徹 第貳期 其之貳（貓又喵子）
- 工作細胞（小孩癌細胞1）
- DOUBLE DECKER！道格＆基里爾（漢娜）
- 尤利西斯 貞德與鍊金騎士（湯瑪斯·瑪洛尼[8]）

2019年
- 不吉波普不笑（紙木城直子）
- 動物朋友2（大耳狐）
- 異世界四重奏（克莉絲）
- revisions（相田香織、淺野慶作〈幼少期〉）
- Re:Stage！Dream Days♪（一條瑠夏[9]）
- 街角魔族（小倉詩音[10]）

2020年
- 請在伸展台上微笑（新沼文世）
- 戀愛小行星（新屋硝子）
- 異世界四重奏2（克莉絲）
- 文豪與鍊金術師 ～審判的齒輪～（年輕女性）
- 在地下城尋求邂逅是否搞錯了什麼III（艾露菲·柯雷特）

2021年
- 演劇偶像（雛咲泉）
- SSSS.DYNAZENON（貉）
- 結城友奈是勇者 啾嚕！（白鳥歌野）
- 決鬥大師KING！（ヒミコ）
- 燒窯的話也要馬克杯（大澤由香里）
- 精靈幻想記（利歐（少年時期））
- 魔法科高中的優等生（瀧川和實）
- 燒窯的話也要馬克杯 二番窯（大澤由香里）

2022年
- 蠟筆小新（丹瑪莉）
- 少女前線（內格夫[11]）
- 街角魔族 2丁目（小倉詩音[12]）
- 決鬥大師KING MAX（縄文ヒミコ）
- 女性向遊戲世界對路人角色很不友好（史蒂芬妮）
- 天籟人偶（奧宮乙女[13]）
- 闇影詩章F（マイ）
- Extreme Hearts（早苗[14]）
- 飆速宅男 LIMIT BREAK（寒咲幹、手嶋純太〈幼少時代〉）
- 點滿農民相關技能後，不知為何就變強了。（瑠璃[15]）

2023年
- 在地下城尋求邂逅是否搞錯了什麼IV 深章 厄災篇（萊拉[16]）
- 尼爾：自動人形 Ver1.1a（A2[17]）
- 轉生貴族的異世界冒險錄～不知自重的眾神使徒～（露蒂）
- 為美好的世界獻上爆焰！（銀髮盜賊）
- 萊莎的鍊金工房 ～常闇女王與秘密藏身處～（尤娜）
- 偶像大師 百萬人演唱會！（德川茉莉）

2024年
- 極速星舞（劉悠然[18]）
- 為美好的世界獻上祝福！3（克莉絲[19]）
- 精靈幻想記2（利歐〈幼年時期〉）

2025年
- WONDANCE—熱舞青春—（宮尾恩[20]）

### OVA
2011年
- 古拉爾騎士團 Evoked THE Beginning white（下級生、女學生）

2014年
- 偷×看（小岭望实）

2016年
- 為美好的世界獻上祝福！（艾莉絲）※小說第9卷限定版附贈BD
- Under the Dog（冬月優人）
- 亞爾斯蘭戰記「友情之宴」（侍女）

2021年
- Alice in Deadly School（橙沼霧子）

### 動畫電影
2015年
- 心靈想要大聲呼喊。（石川）

2016年
- 黃金拼圖 Pretty Days（松原穗乃花）

2017年
- 劇場版 TRINITY SEVEN -悠久圖書館與鍊金術少女-（春日聖）

2021年
- 黃金拼圖 Thank you!!（松原穗乃花）

### 遊戲
2012年
- 輪轉惡魔（悠子）

2013年
- 偶像大師 百萬人演唱會！（德川茉莉）
- 超速變形螺旋傑特 阿爾巴洛斯之翼（辛蕾亞）
- 魔法與科學的群奏活劇
- 魅影破壞者：EXTRA（冴嶋閑）

2014年
- 超女神信仰 諾瓦露 激神黑心（沙織）
- 流線系衝突 2nd Season（聖）
- 幻影門戰姬（烏蘭努芙）
- 貓耳求生者！（菲歐、花梨）

2015年
- （鈴木郁美）

2016年
- Shadowverse
- 少女前線（內蓋夫）

2017年
- 陰陽師（雪女、骨女、跳跳妹妹、螢草）
- 偶像大师 百万人演唱会！剧场时光（德川茉莉）
- 尼爾：自動人形（A2（寄葉A型二號））
- 閃耀幻想曲（松原穗乃花、色井佐久）
- 永遠的7日之都（雯梓、泰斯拉）
- Re:Stage！節奏舞步（一条瑠夏）

2019年
- 明日方舟（狮蝎、蛇屠箱、嘉維尔）
- 聖火降魔錄 英雄雲集（卡菈、艾麗澤）

2020年
- 東方Spell Bubble（博麗靈夢）
- 為美好的世界獻上祝福！Fantastic Days（克莉絲）
- 魔法禁书目录 幻想收束（克莉絲）
- 守望傳說（異界旅人凱瑟琳）

2021年
- 尼爾：人工生命 ver.1.22474487139...（哈爾雅）

2022年
- 明日方舟（百炼嘉維尔）
- Fate/Grand Order（庫庫爾坎）
- MementoMori（佛羅倫斯）

2023年
- 女神異聞錄：夜幕魅影（藤川雪実）
- 勝利女神：妮姬（A2(寄葉A型2號)）

2024年
- 鳴潮（守岸人）

2025年
- 絕區零（橘福福）

### 廣播劇CD
2012年
- First Lip（美咲）

2013年
- Einsatz（乃原代布子）

2014年
- 惡魔的謎語（東兔角） - BD&DVD第5卷附贈
- 如果折斷她的旗（忍者林瑠璃） - 小說第8卷、漫畫第7卷附贈廣播劇CD限定版
- 不可思議荘＋住人×住人X〜X'mas Special〜（蓬[21]）

2015年
- 偶像大師 百萬人演唱會！ 系列（2015年－2018年，徳川茉莉〈瑪德琳〉）
- 絕對雙刃（橘巴） - BD&DVD第1、2、4、5卷附錄
- 我的妻子如何？（電視聲音）
- 千年戰爭Aigis 月下的新娘（シビラ[22]） - 小説第4卷 附贈廣播劇CD特裝版
- 魔技科的劍士與召喚魔王 廣播劇CD（冰燈小雪[23]）
- 勇者的師傅大人（露璃亞[24]） - 小說第3卷聲音劇下載特典
- 我與愛麗絲與世界的終結~IN WONDERLAND~（拉比）

2016年
- ALICE OR ALICE～妹控哥哥與雙胞胎妹妹～（可可[25]）
- 田中君總是如此慵懶 廣播劇CD 第1卷（越前[26]）
- 電視動畫「夢幻之星Online2 The Animation」廣播劇CD 〜邁向清雅祭2027的成功之道！〜（泉澄里奈[27]）
- 乃木若葉是勇者（白鳥歌野）

2017年
- 夢之賭場學園 廣播劇CD（中御門れいな）

### 電視節目
- Animemashite（2014年，東京電視台）
- 人生諮詢電視動畫「人生」（2014年，NICONICO直播）
- 絕對雙刃〜星陵學園生放送〜（2014年－2015年，NICONICO直播）
- 生☆聲優Grand Prix（2015年－2016年，NICONICO直播）
- 諏訪彩花の生☆聲優Grand Prix Girls!!（2016年－2017年，NICONICO直播）
- PSO2 STATION! MC（2016年－2019年，NICONICO直播）
- 諏訪彩花·近藤玲奈 不是聲優的時間（2018年，NICONICO直播）
- 街町巡禮！～好友聲優的名古屋巡禮散步～（2018年10月31日，BS11）[28]

### 影像商品
- 惡魔的謎語 canime限定特典特別DVD「兔角的房間」 1－7（2014年）
- 聲優育成綜藝下野講座上卷、下卷（2014年[29]）
- THE IDOLM@STER MILLION LIVE! 1stLIVE HAPPY☆PERFORM@NCE!! Blu-ray Day1（2014年）[30]
- TRINITY SEVEN 特別活動 〜魔道祭〜（2015年）
- THE IDOLM@STER MILLION LIVE! 3rdLIVE TOUR BELIEVE MY DRE@M!! LIVE Blue-ray （2016年）[31][32][33]
- 春佳、彩花的SS頻道
  - DJCD vol.1 in名古屋&vol.2 in岩手（2016年）※同梱特別影像企劃DVD
  - SS頻道祭典1日目&2日目（2017年）[34][35]
  - DJCD vol.3 in靜岡、濱松観光&vol.4 in静岡·茶店巡禮（2017年）※同梱特別影像企劃DVD
  - 官方傳單3（2019年）[36]※同梱特別影像企劃DVD
  - スワチェラージャパン（2019年）[37]
- 「PSO」系列15周年記念演奏會「共鳴2015」LIVE記憶Blu-ray（2016年）
- SEASIDE WINTER FESTIVAL 2016（2017年）[38]
- SEASIDE SUMMER FESTIVAL 2019（2019年）[39]
- 諏訪彩花×高橋未奈美 二人的假日約會♪in東京德國村（2019年）[39]

## 音樂CD

### 角色歌
| 發售日   | 商品名稱                                                          | 演唱名義                                                                                                   | 歌曲 | 備註                                                              |
| 2012年   | 2012年                                                            | 2012年 | 2012年 | 2012年                                                            |
| -------- | ----------------------------------------------------------------- | --- | --- | ----------------------------------------------------------------- |
| 8月19日  | FMファミソン 16BIT 〜ANIME STAGE〜                                | 源雷姆（諏訪彩花）                                                                                         | 「プラチナ」 |                                                                   |
| 2013年   |                                                                   | | |                                                                   |
| 2月27日  | /Angelic Sky                                                      | | 「」 | 遊戲《輪轉惡魔》主題曲                                            |
| 4月24日  | THE IDOLM@STER LIVE THE@TER PERFORMANCE 01 Thank You!             | 765 MILLIONSTARS                                                                                           | 「Thank You!」 | 遊戲《偶像大師 百萬人演唱會！》主題曲                             |
| 4月24日  | THE IDOLM@STER LIVE THE@TER PERFORMANCE 01 Thank You!             | 765THEATER ALLSTARS                                                                                        | 「Thank You!」 | 遊戲《偶像大師 百萬人演唱會！》主題曲                             |
| 9月18日  | 飆速宅男 角色歌CD VOL.2                                           | 寒咲幹（諏訪彩花）                                                                                         | 「Top of Tops!」 | OVA《飆速宅男》片尾曲                                             |
| 9月18日  | 飆速宅男 角色歌CD VOL.2                                           | 寒咲幹（諏訪彩花）、橘綾（潘惠美）                                                                         | 「」 | 電視動畫《飆速宅男》相關歌曲                                      |
| 2014年   |                                                                   | | |                                                                   |
| 1月29日  | THE IDOLM@STER LIVE THE@TER PERFORMANCE 10                        | 德川茉莉（諏訪彩花）                                                                                       | 「」 | 遊戲《偶像大師 百萬人演唱會！》相關歌曲                           |
| 1月29日  | THE IDOLM@STER LIVE THE@TER PERFORMANCE 10                        | 四條貴音（原由實）、高坂海美（上田麗奈）、德川茉莉（諏訪彩花）、宮尾美也（桐谷蝶蝶）                       | 「」 | 遊戲《偶像大師 百萬人演唱會！》相關歌曲                           |
| 4月30日  |                                                                   | YELL | 「」 | 電視動畫《如果折斷她的旗》片尾曲                                  |
| 5月14日  | 黑組曲·序                                                         | 東兔角（諏訪彩花）                                                                                         | 「」 | 電視動畫《惡魔的謎語》片尾曲                                      |
| 5月14日  | 黑組曲·序                                                         | 10年黑組                                                                                                   | 「QUEEN」 | 電視動畫《惡魔的謎語》片尾曲                                      |
| 6月11日  | 黑組曲·破                                                         | 10年黑組                                                                                                   | 「THE LAST PARTY」 | 電視動畫《惡魔的謎語》片尾曲                                      |
| 7月9日   | 黑組曲·急                                                         | 10年黑組                                                                                                   | 「」 | 電視動畫《惡魔的謎語》插入曲                                      |
| 9月3日   | 人生諮詢電視動畫「人生」DVD & Blu-ray Vol.1 片尾曲CD              | じんせーず                                                                                                 | 「人生☆キミ色」 | 電視動畫《人生諮詢電視動畫「人生」》片尾曲                        |
| 9月24日  | THE IDOLM@STER LIVE THE@TER HARMONY 04                            | Eternal Harmony                                                                                            | 「Eternal Harmony」 「Welcome!!」 | 遊戲《偶像大師 百萬人演唱會！》相關歌曲                           |
| 9月24日  | THE IDOLM@STER LIVE THE@TER HARMONY 04                            | 德川茉莉（諏訪彩花）                                                                                       | 「」 | 遊戲《偶像大師 百萬人演唱會！》相關歌曲                           |
| 10月15日 | 諏訪トロ Party!                                                   | 東兔角（諏訪彩花）                                                                                         | 「パラドクス【諏訪トロver.】」 「昨日、今日、明日【諏訪トロver.】」 「concentration【諏訪トロver.】」 「ACROSS THE FATE【諏訪トロver.】」 「どうってことないsympathy【諏訪トロver.】」 「Poison Me【諏訪トロver.】」 「すずかぜ【諏訪トロver.】」 「真夜中の逃亡【諏訪トロver.】」 「天使のスマイル【諏訪トロver.】」 「イノチノカラクリ【諏訪トロver.】」 「Survival【諏訪トロver.】」 「QUEEN【諏訪トロver.】」 「創傷イノセンス【諏訪トロver.】」 | 電視動畫《惡魔的謎語》相關歌曲                                    |
| 11月19日 | 如果折斷她的旗 第6捲 特典CD 音樂斷章6                             | 忍者林瑠璃（諏訪彩花）                                                                                     | 「」 「」 | 電視動畫《如果折斷她的旗》相關歌曲                                |
| 11月26日 | 人生諮詢電視動畫「人生」 DVD & Blu-ray Vol.3 特別CD               | 鈴木郁美（諏訪彩花）                                                                                       | 「」 | 電視動畫《人生諮詢電視動畫「人生」》相關歌曲                      |
| 12月3日  | [ 43 ]                                                            | 地獄の沙汰オールスターズ                                                                                   | 「」 | OVA《鬼燈的冷徹》相關歌曲                                         |
| 12月3日  | [ 43 ]                                                            | 地獄の沙汰オールスターズ                                                                                   | 「」 | OVA《鬼燈的冷徹》主題曲                                           |
| 2018年   |                                                                   | | |                                                                   |
| 1月31日  | THE IDOLM@STER MILLION THE@TER GENERATION 04                      | Princess Stars                                                                                             | 「Princess Be Ambitious!!」 | 遊戲《偶像大師 百萬人演唱會！劇場時光》相關歌曲                   |
| 1月31日  | THE IDOLM@STER MILLION THE@TER GENERATION 04                      | Princess Stars                                                                                             | 「Brand New Theater!」 | 遊戲《偶像大師 百萬人演唱會！劇場時光》相關歌曲                   |
| 4月4日   | THE IDOLM@STER MILLION LIVE! M@STER SPARKLE 08                    | 765 MILLION ALLSTARS                                                                                       | 「Brand New Theater!」 | 遊戲《偶像大師 百萬人演唱會！劇場時光》相關歌曲                   |
| 4月4日   | 夢幻之星Online2 The Animation 主題曲·角色歌 完整精選輯            | 泉澄里奈（諏訪彩花）                                                                                       | 「」 | 電視動畫《夢幻之星Online2 The Animation》相關歌曲                 |
| 6月2日   | THE IDOLM@STER LIVE THE@TER SOLO COLLECTION 06                    | 德川茉莉（諏訪彩花）                                                                                       | 「Eternal Harmony」 | 遊戲《偶像大師 百萬人演唱會！》相關歌曲                           |
| 6月6日   |                                                                   | 紅王（五十嵐裕美）、哥摩拉（諏訪彩花）                                                                     | 「」 | 電視動畫《計劃怪獸娘～奧特怪獸擬人化計劃～》相關歌曲              |
| 6月20日  | Brilliant Wings                                                   | Stellamaris                                                                                                | 「Brilliant Wings」 「Time and Space」 | 《Re:Stage！》相關歌曲                                            |
| 6月27日  | 最終休止符 -無止境的螺旋物語- BD第卷特典CD                        | 十輝石 featuring 鑽石（久野美咲）                                                                          | 「Shining!」 | 電視動畫《最終休止符 -無止境的螺旋物語-》插入曲                   |
| 8月29日  | THE IDOLM@STER MILLION THE@TER GENERATION 11 UNION!!              | 765 MILLION ALLSTARS                                                                                       | 「UNION!!」 「Welcome!!」 | 遊戲《偶像大師 百萬人演唱會！劇場時光》相關歌曲                   |
| 2019年   |                                                                   | | |                                                                   |
| 1月30日  | Q.E.D.                                                            | Stellamaris                                                                                                | 「InFiction」 | 『Re:ステージ！』関連曲                                           |
| 1月30日  | Q.E.D.                                                            | 一條瑠夏（諏訪彩花）                                                                                       | 「」 | 『Re:ステージ！』関連曲                                           |
| 2月6日   | Harmony                                                           | Rhodanthe*                                                                                                 | 「Harmony」 | 電視動畫《黃金拼圖》相關歌曲                                      |
| 2月27日  | THE IDOLM@STER MILLION THE@TER GENERATION 14 Charlotte・Charlotte | Charlotte·Charlotte                                                                                        | 「」 「」 | 遊戲《偶像大師 百萬人演唱會！劇場時光》相關歌曲                   |
| 3月13日  | Starry Melody（Brand New Ver.）                                   | Starlight Melody                                                                                           | 「Starry Melody（Brand New Ver.）」 | 遊戲《偶像大師 百萬人演唱會！劇場時光》相關歌曲                   |
| 4月5日   | Reflective φ Emotion                                              | HollYMillorS                                                                                               | 「Reflective φ Emotion」 | 劇場動畫《劇場版 TRINITY SEVEN -天空圖書館與真紅的魔王-》插入曲   |
| 4月5日   | Reflective φ Emotion                                              | 春日聖（諏訪彩花）                                                                                         | 「Reflective φ Emotion (Chaosic Rune Form in Liber)」 | 劇場動畫《劇場版 TRINITY SEVEN -天空圖書館與真紅的魔王-》相關歌曲 |
| 4月27日  | THE IDOLM@STER THE@TER SOLO COLLECTION 07 PRINCESS STARS          | 德川茉莉（諏訪彩花）                                                                                       | 「」 | 遊戲《偶像大師 百萬人演唱會！》相關歌曲                           |
| 7月24日  | THE IDOLM@STER MILLION THE@TER WAVE 01 Flyers!!!                  | 765 MILLION ALLSTARS                                                                                       | 「Flyers!!!」 | 遊戲《偶像大師 百萬人演唱會！劇場時光》相關歌曲                   |
| 10月2日  | DRe:AMER Stellamaris盤                                            | Stellamaris                                                                                                | 「Like the Sun, Like the Moon」 | 電視動畫《Re:Stage！Dream Days♪》插入曲                           |
| 10月2日  | DRe:AMER Stellamaris盤 canime特典CD                               | 一條瑠夏（諏訪彩花）                                                                                       | 「Like the Sun, Like the Moon」 | 電視動畫《Re:Stage！Dream Days♪》插入曲                           |
| 10月30日 | THE IDOLM@STER THE@TER CHALLENGE 01                               | 箱崎星梨花（麻倉桃）、周防桃子（渡部惠子）、德川茉莉（諏訪彩花）、我那霸響（沼倉愛美）、永吉昴（齊藤佑圭） | 「Girl meets Wonder」 「DIAMOND DAYS」 | 遊戲《偶像大師 百萬人演唱會！劇場時光》相關歌曲                   |
| 12月18日 | Re:Stage！Dream Days♪ BD、DVD第4卷 canime特典CD                   | Stellamaris                                                                                                | 「 -y0c1e Remix-」 「Stage of Star -y0c1e Remix-」 | 電視動畫《Re:Stage！Dream Days♪》相關歌曲                         |

### 组合成员
1. ↑  天海春香（中村繪里子）、春日未來（山崎遙）、如月千早（今井麻美）、木下日向（田村奈央）、四條貴音（原由實）、茱莉亞（愛美）、高山紗代子（駒形友梨）、田中琴葉（種田梨沙）、天空橋朋花（小岩井小鳥）、箱崎星梨花（麻倉桃）、松田亞利沙（村川梨衣）、三浦梓（高橋智秋）、水瀨伊織（釘宮理惠）、最上靜香（田所梓）、望月杏奈（夏川椎菜）、矢吹可奈（木戶衣吹）、艾蜜莉·司徒亞特（郁原由宇）、大神環（稻川英里）、我那霸響（沼倉愛美）、菊地真（平田宏美）、北上麗花（平山笑美）、高坂海美（上田麗奈）、佐竹美奈子（大關英里）、島原艾琳娜（角元明日香）、高槻彌生（仁後真耶子）、永吉昴（齊藤佑圭）、野野原茜（小笠原早紀）、馬場木實（高橋未奈美）、福田法子（濱崎奈奈）、舞濱步（戶田惠）、真壁瑞希（阿部里果）、百瀨莉緒（山口立花子）、橫山奈緒（渡部優衣）、秋月律子（若林直美）、伊吹翼（Machico）、北澤志保（雨宫天）、篠宮可憐（近藤唯）、周防桃子（渡部惠子）、德川茉莉（諏訪彩花）、所惠美（藤井幸代）、豐川風花（末柄里惠）、中谷育（原嶋燈）、七尾百合子（伊藤美來）、二階堂千鶴（野村香菜子）、萩原雪步（淺倉杏美）、ROCO（中村溫姬）、雙海亞美／真美（下田麻美）、星井美希（長谷川明子）、宮尾美也（桐谷蝶蝶）
2. ↑  春日未來（山崎遙）、木下日向（田村奈央）、茱莉亞（愛美）、高山紗代子（駒形友梨）、田中琴葉（種田梨沙）、天空橋朋花（小岩井小鳥）、箱崎星梨花（麻倉桃）、松田亞利沙（村川梨衣）、最上靜香（田所梓）、望月杏奈（夏川椎菜）、矢吹可奈（木戶衣吹）、艾蜜莉·司徒亞特（郁原由宇）、大神環（稻川英里）、北上麗花（平山笑美）、高坂海美（上田麗奈）、佐竹美奈子（大關英里）、島原艾琳娜（角元明日香）、永吉昴（齊藤佑圭）、野野原茜（小笠原早紀）、馬場木實（高橋未奈美）、福田法子（濱崎奈奈）、舞濱步（戶田惠）、真壁瑞希（阿部里果）、百瀨莉緒（山口立花子）、橫山奈緒（渡部優衣）、伊吹翼（Machico）、北澤志保（雨宫天）、篠宮可憐（近藤唯）、周防桃子（渡部惠子）、德川茉莉（諏訪彩花）、所惠美（藤井幸代）、豐川風花（末柄里惠）、中谷育（原嶋燈）、七尾百合子（伊藤美來）、二階堂千鶴（野村香菜子）、ROCO（中村溫姬）、宮尾美也（桐谷蝶蝶）
3. ↑  菜波·K·布列德費爾德（木戶衣吹）、魔法澤茜（茅野愛衣）、召喚寺菊乃（阿澄佳奈）、盗賊山惠（花澤香菜）、英雄崎凜（日笠陽子）、忍者林瑠璃（諏訪彩花）
4. ↑  諏訪彩花、金元壽子、南條愛乃、淺倉杏美、內村史子、內田愛美、[[三澤紗千香]、大坪由佳、荒川美穗、佳村遙、安濟知佳、沼倉愛美、山田悠希
5. ↑  遠藤梨乃（新田日和）、九條文（豐田萌繪）、鈴木郁美（諏訪彩花）、村上繪美（大西沙織）、二階堂彩香（前田玲奈）
6. ↑  如月千早（今井麻美）、艾蜜莉·司徒亞特（郁原由宇）、茱莉亞（愛美）、德川茉莉（諏訪彩花）、豐川風花（末柄里惠）
7. ↑  春日未來（山崎遙）、德川茉莉（諏訪彩花）、矢吹可奈（木戶衣吹）、七尾百合子（伊藤美來）、艾蜜莉·司徒亞特（郁原由宇）
8. ↑  天海春香（中村繪里子）、我那霸響（沼倉愛美）、菊地真（平田宏美）、萩原雪步（淺倉杏美）、春日未來（山崎遙）、艾蜜莉·司徒亞特（郁原由宇）、高坂海美（上田麗奈）、佐竹美奈子（大關英里）、高山紗代子（駒形友梨）、德川茉莉（諏訪彩花）、中谷育（原嶋燈）、七尾百合子（伊藤美來）、福田法子（濱崎奈奈）、松田亞利沙（村川梨衣）、矢吹可奈（木戶衣吹）、橫山奈緒（渡部優衣）
9. 1 2 3  天海春香（中村繪里子）、如月千早（今井麻美）、星井美希（長谷川明子）、萩原雪步（淺倉杏美）、高槻彌生（仁後真耶子）、菊地真（平田宏美）、水瀨伊織（釘宮理惠）、四條貴音（原由實）、秋月律子（若林直美）、三浦梓（高橋智秋）、雙海亞美／真美（下田麻美）、我那霸響（沼倉愛美）、春日未來（山崎遙）、最上靜香（田所梓）、伊吹翼（Machico）、田中琴葉（種田梨沙）、島原艾琳娜（角元明日香）、佐竹美奈子（大關英里）、所惠美（藤井幸代）、德川茉莉（諏訪彩花）、箱崎星梨花（麻倉桃）、野野原茜（小笠原早紀）、望月杏奈（夏川椎菜）、ROCO（中村溫姬）、七尾百合子（伊藤美來）、高山紗代子（駒形友梨）、松田亞利沙（村川梨衣）、高坂海美（上田麗奈）、中谷育（原嶋燈）、天空橋朋花（小岩井小鳥）、艾蜜莉·司徒亞特（郁原由宇）、北澤志保（雨宫天）、舞濱步（戶田惠）、木下日向（田村奈央）、矢吹可奈（木戶衣吹）、橫山奈緒（渡部優衣）、二階堂千鶴（野村香菜子）、馬場木實（高橋未奈美）、大神環（稻川英里）、豐川風花（末柄里惠）、宮尾美也（桐谷蝶蝶）、福田法子（濱崎奈奈）、真壁瑞希（阿部里果）、篠宮可憐（近藤唯）、百瀨莉緒（山口立花子）、永吉昴（齊藤佑圭）、北上麗花（平山笑美）、周防桃子（渡部惠子）、茱莉亞（愛美）、白石紬（南早紀）、櫻守歌織（香里有佐）
10. 1 2 3 4  式宮碧音（高橋未奈美）、一條瑠夏（諏訪彩花）、岬珊瑚（田中愛美）
11. ↑  西明日香、田中真奈美、種田梨沙、內山夕實、東山奈央、諏訪彩花
12. ↑  德川茉莉（諏訪彩花）、艾蜜莉·司徒亞特（郁原由宇）
13. ↑  大神環（稻川英里）、春日未來（山崎遙）、北澤志保（雨宫天）、高坂海美（上田麗奈）、周防桃子（渡部惠子）、德川茉莉（諏訪彩花）、豐川風花（末柄里惠）、野野原茜（小笠原早紀）、箱崎星梨花（麻倉桃）、馬場木實（高橋未奈美）、松田亞利沙（村川梨衣）、宮尾美也（桐谷蝶蝶）、田中琴葉（種田梨沙）
14. ↑  神無月亞林（內田彩）、春日聖（諏訪彩花）

## 外部連結
- 事務所公開簡歷 （页面存档备份，存于）（日語）
- 諏訪彩花的日常未來☆彡 （页面存档备份，存于）（日語）
- 諏訪彩花的X（前Twitter）（日語）